# Villalmanzo
Villalmanzo é um município da Espanha na província de Burgos, comunidade autónoma de Castela e Leão, de área 23,93 km² com população de 475 habitantes (2004) e densidade populacional de 19,85 hab/km².

## Demografia
| Variação demográfica do município entre 1991 e 2004 | Variação demográfica do município entre 1991 e 2004 | Variação demográfica do município entre 1991 e 2004 | Variação demográfica do município entre 1991 e 2004 |
| --------------------------------------------------- | --------------------------------------------------- | --------------------------------------------------- | --------------------------------------------------- |
| 1991                                                | 1996                                                | 2001                                                | 2004                                                |
| 453                                                 | 490                                                 | 511                                                 | 475                                                 |